# Whistler Olympic Park

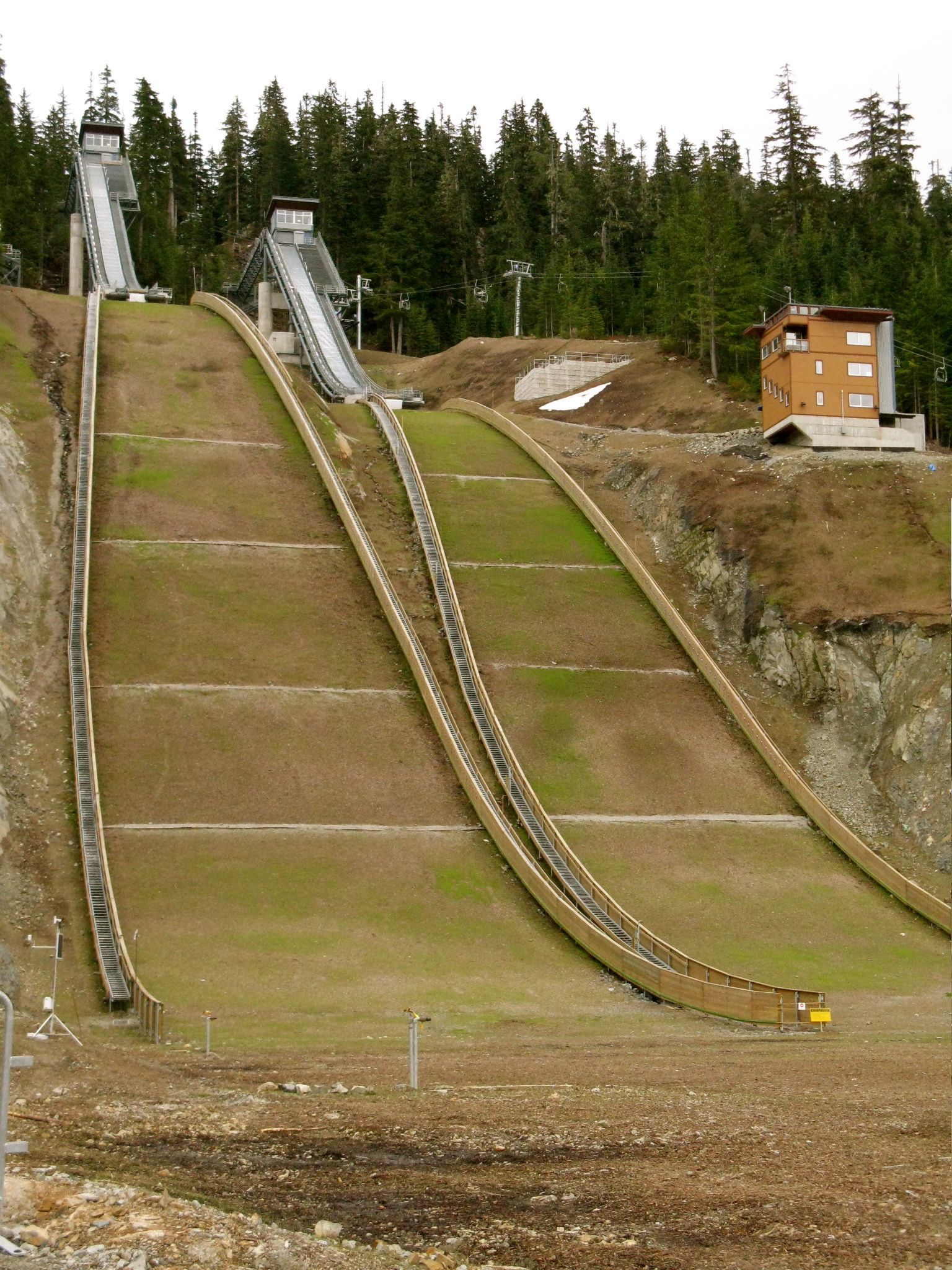
Skocznie w Whistler Olympic Park

Whistler Olympic Park – kompleks obiektów sportowych w dolinie Callaghan, w pobliżu miejscowości Whistler w zachodniej Kanadzie. Jest oddalony o 8 km od autostrady 99 i 14 km od wioski olimpijskiej. Został wybudowany specjalnie na Zimowe Igrzyska Olimpijskie 2010. W jego skład wchodzą między innymi 14 km tras biegowych, trasy zjazdowe, biathlonowe, dwie skocznie narciarskie. Są także budowane trzy hale o pojemności 10 000 miejsc i 25 km szlaków rekreacyjnych. Szacowane koszty to 100 mln CAN.
Whistler Olympic Park został oficjalnie otwarty 22 listopada 2008 roku w południe - przed oficjalnym rozpoczęciem sezonu narciarskiego. Podczas pierwszego tygodnia funkcjonowania Whistler Olympic Park zarobił 119 mln CAN.
Pierwsze zawody Pucharu Świata miały miejsce w dniach 15 - 18 stycznia 2009 roku. Rozegrane zostały zawody biegów narciarskich i kombinacji norweskiej, łącznie wystąpiło 230 zawodników. Skoki narciarskie odbyły się 22 - 25 stycznia 2009 roku. Zawody były pierwszym testem Whistler Olympic Park przed ZIO 2010.
Rekord Skoczni K 125
Rekord Skoczni K-125 ustanowił 25 stycznia 2009 Austriak Gregor Schlierenzauer (149 m). Ten sam wynik uzyskał Fin Ville Larinto, który jednak podparł skok. 
Rekord Skoczni K 95
Najdłuższy skok na skoczni oddał Adam Małysz, który uzyskał 109,5 m. Oficjalnym rekordzistą skoczni jest Simon Ammann, który skoczył 108 m podczas II serii konkursu indywidualnego 13 lutego 2010 roku.